# Ben Blaisse
Berndt Stephan „Ben“ Blaisse (* 8. Mai 1911 in Amsterdam; † 30. April 2006 in Den Haag) war ein niederländischer Eisschnellläufer.
Blaisse errang im Jahre 1929 den 13. Platz bei der niederländischen Meisterschaft und im folgenden Jahr den 12. Platz bei den Academic World Games. Im Januar 1932 nahm er an der Mehrkampf-Europameisterschaft in Davos teil, die er aber vorzeitig beendete. Bei der niederländischen Meisterschaft 1933 und bei den Academic World Games 1935 wurde er jeweils Vierter. In der Saison 1935/36 lief er bei den Olympischen Winterspielen 1936 in Garmisch-Partenkirchen auf den 27. Platz über 500 m und bei der Mehrkampf-Weltmeisterschaft 1936 in Davos auf den 19. Rang. Zudem nahm er an der Mehrkampf-Europameisterschaft 1936 in Oslo teil, die er aber vorzeitig beendete.
Später wurde er Professor für Physik an der Universiteit van Amsterdam.

## Persönliche Bestleistungen
| Disziplin | Zeit        | Datum           | Ort        |
| --------- | ----------- | --------------- | ---------- |
| 500 m     | 45,7 s      | 1. Februar 1936 | Davos      |
| 1000 m    | 1:38,4 min  | 7. Februar 1935 | St. Moritz |
| 1500 m    | 2:27,7 min  | 21. Januar 1933 | Davos      |
| 5000 m    | 9:19,2 min  | 13. Januar 1934 | Davos      |
| 10.000 m  | 19:06,3 min | 1. Februar 1936 | Davos      |